# Ferkéssédougou
Ferkessédougou (també anomenada Ferké) és, una de les grans ciutats de la Regió de Savane al nord de la Costa d'Ivori.
A inicis de l'any 2010 té una població de 62.184 habitants

## Toponímia
Etimològicament, el mot Ferkessédougou comprèn dues parts : Ferkessé i dougou (en llengua bambara, dougou significa poble).

## Geografia
La ciutat, està situada a 9° 32′ de latitud nord i 6° 29′ de longitud oest, formant part de la gran regió de Savane, fronterera amb Mali i Burkina Faso. Ferkéssédougou està situada a 650 km d'Abidjan, la capital econòmica i la més gran ciutat del país i a uns 550 km de Yamoussoukro, la capital política.

Mapa del nord de la Costa d'Ivori - [http://www.wikimapia.org/#lat=9.6&lon=-5.2&z=13&l=2&m=a&v=2&search=ferk%C3%A9ss%C3%A9dougou Image satellite